# Víctor Cordero Aurrecoechea
Víctor Cordero Aurrecoechea (Ciudad de México, 10. listopada 1914. — Ciudad de México, 7. prosinca 1983.) bio je meksički skladatelj, čija je glazba upotrijebljena u mnogim meksičkim filmovima. 

## Skladbe
Najpoznatije skladbe Víctora Cordera:
- Juan Charrasqueado[1]
- El loco
- Gabino Barrera
- El ojo de vidrio
- Besos callejeros[2]
- Flor triste
- Domingo Corrales

## Obitelj
Víctor Cordero je bio sin Don Rafaela Cordera i njegove supruge, Rosario Aurrecoechee Jiménez te brat Joaquína Cordera i otac Joséa Luisa Cordera.